# 卡桑加
卡桑加是坦桑尼亞西南部的城市，由魯夸區負責管轄，位於坦噶尼喀湖東岸，海拔高度810米。2008年，當局計劃投資重建港口設施，以加強與鄰國剛果和贊比亞的貿易發展。

## 外部連結
- Deutsches Kolonial-Lexikon (1920), Stichwort Bismarckburg（页面存档备份，存于）